# Правая Муньга
Правая Муньга — река в России, протекает по Бакчарскому району Томской области. Длина реки составляет 15 км.
Начинается в болоте среди берёзово-осинового леса. Течёт в юго-западном направлении. Устье реки находится в 154 км по правому берегу реки Кёнга к югу от заброшенного посёлка Спецзавод.

## Данные водного реестра
По данным государственного водного реестра России относится к Верхнеобскому бассейновому округу, водохозяйственный участок реки — Обь от впадения реки Кеть до впадения реки Васюган, речной подбассейн реки — Кеть. Речной бассейн реки — (Верхняя) Обь до впадения Иртыша.
Код объекта в государственном водном реестре — 13010700112115200028775.